# 낙인 이론
낙인 이론(烙印理論) 또는 라벨링 이론(영어: Labeling theory)은 일탈 행동에 관한 이론이며, 1960년대에 시카고 학파에 속한 하워드 S. 베커 (Howard S. Becker)에 의해 제창된 것이다. 지금까지의 일탈 행동을 단순한 사회 병리 현상으로 다뤄 온 방식과는 구별을 분명히 해, 일탈이라는 것은 행위자의 내적 특성이 아니라, 주위로부터의 낙인에 의해 만들어진다는 것이다.
낙인이론은 아노미이론과는 조금 다른 관점에서 접근했다. 사회구조적인 문제보다는 인간이 태어나고 발달하면서 자연스럽게 겪은 사회화 과정에서 문제를 찾는 시도를 한 것이다. 낙인이론의 학자인 벡커(Becker)는 범죄자라는 사람들을 만드는 것은 바로 사회구조라고 주장하면서 사람들에게 범죄자라는 낙인을 찍는 일 자체가 범죄자를 만드는 것이라 했다.
즉, 위법행위를 저지른 사람을 다른 누군가가 비난하기 시작하면서 바로 범죄자가 생긴다는 것이다. 이러한 범죄자에 대한 낙인은 낙인을 찍힌 사람(위법행위자)과 그 낙인을 찍은 사람(사법기관, 사회)과의 상호작용을 통해서 생겨나게 되고 이렇게 생겨나게 된 사람들은 사회에서 낙인자(범법행위자, 전과자)라는 이름하에 또 다시 범죄행위를 저지르게 된다. 낙인이론은 이러한 사회의 악순환을 방지하기 위해서는 사람들을 낙인 찍을 수 있는 범죄라는 단어를 없애야 하고 이들을 따로 수용하는 수용시설을 없애야 하며 법의 적정한 절차가 있어야 한다고 주장했다. 이 이론은 아노미 이론과 함께 범죄에 대한 원인을 사회적인 문제에서 찾음으로 더 이상 생래적인 (선천적인)범죄자가 모든 범죄의 원인이 될 수 없다는 것을 알게 해 주었다.
낙인이론은 상징적 상호작용론의 영향을 받아 다음의 두 가지 점에 초점을 두고 있다. 우선 사회적 반응의 결과로서 낙인이라는 개념인데, 이 부분에서 일탈에 대한 반응의 차이 문제를 다루고 대중에 대해 일탈이 가지는 의미를 강조한다. 그리고 이차적 일탈의 원인으로서의 낙인의 부여인데, 이는 낙인을 부여받은 자에게 그 낙인이 가지는 의미의 문제이다. 이것은 일탈자라는 낙인의 부여에 따라 자신의 정체감을 그러한 낙인이 가지는 상(image)과 동일시하여 일탈 정체감을 형성하여 이차적 일탈로 발전하게 된다.
일탈행위나 일탈자라는 낙인은 행위 그 자체뿐만 아니라 그 행위를 행한 행위자에 대해서도 의미를 부여한다. 어떤 형태의 일탈행위로 기소된 사람들은 타인에 의해 부과된 부정적인 속성(essence)을 가진 자신들을 발견하게 된다. 그들은 위험하고, 부정하고, 나쁘게 보여지고, 그리고 그들에게 어떤 조처가 취해져야만 하고, 두려운 사람들로 보여지게 된다. 일탈자들은 일탈적 지위의 귀속에 의해 타인들에게 완전히 불신의 대상이 된다(결정지위). 또한 일탈은 그 사람의 삶 전체에 대한 정체성을 통제하게 되며, 그 사람은 재해석되기 쉬워진다. 게다가 어떤 조건들하에서, 일탈자라는 낙인의 부여는 일탈을 촉진시키기도 한다.(일차적 일탈 -> 이차적 일탈) 결국 일탈자라는 낙인은 그 결과로 그 사람이 행동하는 근거로서 일탈 정체감에 대한 기초가 되며, 한편 일탈의 일차적 행위는 다양한 원인들에서 기인하지만, 이차적 일탈은 낙인에서 기인한다.
낙인에 영향을 줄 수 있는 집단에는 여러 가지가 있다. 즉, 경찰, 법원 등 공식적 사회통제기관, 가족, 학교, 친구집단, 그리고 평소 행동에 영향을 주는 의미있는 타자 등이 그것이다. 그런데 일반적으로 낙인이론에서는 공식적 사회통제기관의 제재를 강조하고 가족, 학교, 친지 등에 의한 비공식적 낙인은 경시하는 경향이 있다. 하지만 법규 위반에 따른 공식적 낙인 이외에 가족, 학교, 또래집단 등으로부터 받는 비공식적 낙인의 영향 또한 무시할 수 없다. 경우에 따라서는 이러한 집단으로부터의 비공식적 낙인 효과가 공식적 낙인 효과보다 더 클 수 있다.

## 같이 보기
- 프레이밍
- 사피어-워프 가설
- 모럴 패닉
- 심리학
- 피해자 비난